# Gérard Patris
Pour les articles homonymes, voir Patris.
Gérard Patris est un réalisateur de cinéma et de télévision français né le 5 mars 1931 à Bouresse (Vienne) et mort le 28 février 1990 à Chailles (Loir-et-Cher) lors d’un accident de la circulation. Il a également été responsable d'un atelier de lithographie.

## Biographie
Après des études secondaires à Poitiers, Gérard Patris s'inscrit dans une école d'art à Paris. Au début de sa carrière professionnelle, il fonde à Paris un atelier de lithographie. Ce métier lui permettra de rencontrer nombre d'artistes majeurs de l'après-guerre pour la réalisation d'estampes comme Dubuffet, Pignon, Manessier, Sonderborg, Arman, Hayter, Hartung ou encore Matta. Dado y travaille un temps. Gérard Patris s'est marié plusieurs fois dont, en premières noces avec Marie-Claire Schaeffer, fille du compositeur Pierre Schaeffer, souvent présenté comme le père de la musique concrète. Cette rencontre lui permettra de participer, sous la direction de Pierre Schaeffer, au service de la recherche de l'O.R.T.F à la création portant sur les relations Son / Texte / Image. Gérard Patris est avec Gilbert Delcros directeur de la clinique de La Chesnaie  le fondateur de « La Chesnaie Films », unité de production télévisuelle dont les ateliers étaient basés dans les wagons de la clinique de Chailles. Ses diverses rencontres avec des artistes du monde de la musique, de la peinture, de la sculpture ont composé la base de son œuvre filmographique.

## Articles
Quelques extraits d'articles parus dans Le Monde
- Si j’étais sûre de retrouver Titus par Véronique Cauhape le 5 mars 1989. Extrait : « Le réalisateur Gérard Patris s'est associé à l'anthropologue Marie-Christine Pouchelle pour saisir la façon dont l'imaginaire intervient dans certains aspects de la vie quotidienne. Une merveille (photo : François Le Diascorn/Rapho). Éclats d'émotion et d'écoute sensible, "L'anthropographe", la série de FR 3 produite par la S.E.P.T. et La Chesnaie films, montre des existences qui dérangent la nôtre, sans en avoir l'air. Voyage sans retour au détour des jours sans importance, les trois films poursuivent leur route bien après qu'on les a vus »[réf. nécessaire] ;
- La Société civile des auteurs multimédia (SCAM), qui organise notamment les passionnantes soirées documentaires à la vidéothèque de Paris, a remis pour sa part quatre Grands Prix audiovisuels 1990. Le réalisateur Gérard Patris en bénéficie à titre posthume pour l'ensemble de son œuvre (on se souvient de « L'anthropographe », une série où le quotidien produisait du rêve, diffusée sur FR3 en mars 1989)[réf. nécessaire].

## Filmographie
- 1962 : Caustiques (8 min);
- 1966 : Spontané III de Luc Ferrari. Improvisation pour huit exécutants. La séance de travail au cours de laquelle « Spontané III » a été exécutée, a été filmée (court-métrage en 16 mm) par G. Patris ;
- 1962 : Spontané IV de Luc Ferrari. Improvisation pour onze exécutants. L'exécution de « Spontané IV » a été filmée par G. Patris et a donné lieu à un court-métrage couleur 35 mm (juin 1962) ;
- 1963 : Autoportrait (sur Dubuffet) 29 min ; Service de la Recherche de l'O.R.T.F. / Pléiade ;
- 1965-1966 : Réalisation, avec Luc Ferrari d’une série d'émissions (516 mm double bande de 45 et 55 min) sur la musique contemporaine pour la télévision française : Les Grandes Répétitions (Olivier Messiaen, Edgard Varèse, Karlheinz Stockhausen, Hermann Scherchen, Cecil Taylor). Outre l’importance des auteurs de cette série, c’est la première fois, ou l’une des premières fois que l’ORTF diffusait de la musique contemporaine ;
- 1965 : La chute d'Icare (11 min) Service de la Recherche de l'O.R.T.F.;
  - 1965 : Et expecto resurrectionem mortuorum sur Olivier Messiaen, à l'occasion de la création de l'œuvre dans la cathédrale de Chartres, en présence du Général de Gaulle ;
  - 1966 : Hommage à Varèse, portrait-souvenir dans lequel plusieurs autres compositeurs contemporains apportent leurs précieux témoignages ;
  - 1966 : Momente avec Karlheinz Stockhausen. Dans cet opus, le compositeur répète avec l'orchestre, pour la création dune de ses œuvres ;
  - 1966 : Quand un homme consacre sa vie à la musique, portrait de Hermann Scherchen, altiste et chef d’orchestre, pionnier et franc-tireur musical ;
- 1966 : De l'autre côté du chemin de fer (sur Cecil Taylor ou la découverte du free jazz. Film en couleur, 35 mm. INA, Paris ;
- 1966 : Les enfants grecs (16 min) Pour le plaisir / Nedjar ;
- 1966 : Parade (20 min) sur S. Dali Pour le plaisir ;
- 1966 : Rien ne va plus (20 min) Pour le plaisir ;
- 1966 : Ecole de Nice (20 min) sur Arman Ben Raysse Pour le plaisir ;
- 1966 : À propos d'un crime (20 min) sur A. Camus Recherche / Alger Production ;
- 1967 : Naissance d'un opéra (52 min) sur H. Von Karajan ;
- 1969 : L'Amour de la vie - Artur Rubinstein (coréalisé par François Reichenbach - 90 min). Trois mois de la vie quotidienne de l’éminent pianiste qui, à 83 ans raconte certains épisodes de sa vie et ses engagements dans divers lieux marquants de son parcours familial, professionnel et personnel. Ce documentaire obtint en 1970 l’Oscar du meilleur documentaire. Caméra sur l'épaule, François Reichenbach avait suivi Arthur Rubinstein de longs mois. Le vénérable pianiste avait « adopté » le cinéaste, le critique Bernard Gavoty et le réalisateur Gérard Patris. Ils avaient pu le filmer juste avant qu'il n'entre en scène ou lors d'une répétition tendue France Opéra films / MIDEM ;
- 1970 : Carmen (150 min) dirigée par Herbert von Karajan ou G. Patris assure la direction du montage. Directeur de la photographie et coréalisateur : F. Reichenbach France Opéra / Cosmotel Munich ;
- 1970 : 9e symphonie dans lequel il assure le scénario et le découpage Cosmotel Munich ;
- 1971 : Medicine ball caravan. Producteur associé Martin Scorsese (non crédité) et F. Reichenbach. Un documentaire sur le parcours de musiciens célèbres qui répandent le "flower power" à travers les États-Unis d’Amérique lors de prestations scéniques ;
- 1971 : Un homme de Russie (90 min) sur Mstislav Rostropovitch MIDEM
- 1972 : My name is Stern (90 min) Sur Isaac Stern MIDEM ;
- 1973 : Trans und so weiter (60 min) sur Karlheinz Stockhausen Wellnitz / ZDF / RTB
- 1973 : Proximities et Calligraph for martyrs (2 x 30 min) sur les ballets Murray Louis ;
- 1973 : Histoires naturelles (60 min) sur Max Ernst UNESCO / INA ;
- 1974 : La famille de mon frère (80 min) Reportage dramatisé INA ;
- 1975 : Denier théâtre, Camélias-souvenirs Coauteur Dupavillon INA ;
- 1975 : Adieu ma petite Léonie (60 min) Reportage Série Inventaire INA ;
- 1976 : Le château et la chaumière (80 min) sur Jean Guitton TF1 / INA ;
- 1976 : Anthologie poétique (30 min) sur Jude Stephan INA ;
- 1977 : Les apprentis (90 min) sur Boris Vian Sud West Funk / INA ;
- 1977 : Musées de France 2 spots publicitaires de 90 s Franco American Films ;
- 1977 : Les Apprentis 16 mm double bande de 1 h 20. Musique de Luc Ferrari ;
- 1978 : Schubert (60 min) avec Christa Ludwig et Hermann Prey TV Bavaroise
- 1979 : Mélodrame ce soir (58 min) Archives TV FR3 / INA
- 1980 : La liberté de l'esprit (2 x 52 min) sur la Renaissance Agence française d'Images
- 1989-1991 : L’ Anthropographe, néologisme pour une série de huit 55 minutes (La Chesnaie Films- La S.E.P.T.-Arte, unité de production audiovisuelle Thierry Garel) au format Beta sur ce qui pourrait dessiner les limites de l’homme (la mort, le deuil, la perte, la maladie, la souffrance…). L’Anthropographe tend à montrer, à travers divers aspects de la vie quotidienne, « comment intervient l’imaginaire dans les existences d’aujourd’hui » ;
- 1986 : Solitudes (La Chesnaie Films- La S.E.P.T.-Arte) avec les pensionnaires de la clinique psychiatrique de la Chesnaie (Chailles 41). 2 fois primé au Festival du Cinéma du Réel ;
- 1986 : Médiums 55 min (La S.E.P.T.-Arte) avec M.-C Pouchelle du CNRS. L'univers des médiums et le rapport avec le public consultant ;
- 1987 : Dialogue secret (La S.E.P.T.-Arte). La parole intérieure chez quelques-uns de nos contemporains ;
- 1987 : Arte Maga (La S.E.P.T.-Arte) avec L. Désidéri. Actualité du mythe en Corse et pratiques magiques ;
- 1988 : Le petit chat est mort (La Chesnaie Films-La S.E.P.T.-Arte) avec Colette Pétonnet. Signification de la mort des animaux domestiques en milieu urbain ;
- 1989 : Le commerce amoureux (La S.E.P.T.-Arte). L'univers des agences matrimoniales et de ses « clients »" ;
- 1989 : Cancer (La S.E.P.T.-Arte) avec J.-P. Hélary. Paroles de malades dans le service d'oncologie du Pr Schraub, à l'hôpital de Besançon ;
- 1990 : La saison du brâme (La S.E.P.T.-Arte) avec B. Hell. Chasse au cerf en solitaire dans les Vosges et transmission du savoir cynégétique.